# Általános hívás
Az általános hívás a rádióforgalmazásban egy olyan híváskezdeményezés, amikor nem jelölünk meg konkrét ellenállomást. Egy általános hívásra bárki válaszolhat, ha az általános hívást kezdeményező állomás a hívásban nem adott le egyéb kikötést.

## Az általános hívás formája[1]

### Általános hívás kezdeményezése távíró- vagy digitális üzemmód esetén

#### Általános hívás kezdeményezése kikötések nélkül
Tiszta, zavartalan csatorna esetén leadható
CQ HA0ABC
formában, vagy használhatóak még az alábbi formátumok:
CQ DE HA0ABC +K
vagy
CQ DE HA0ABC  +PSE K
Zavart csatorna, vagy kis teljesítmény esetén használható redundancia is:
- CQ CQ CQ HA0ABC HA0ABC HA0ABC
- CQ CQ CQ DE HA0ABC HA0ABC HA0ABC +K
- CQ CQ CQ DE HA0ABC HA0ABC HA0ABC +PSE K

Léteznek kötött formátumú digitális, MGM módok, ahol már hívás kezdeményezésekor meg kell adni a QTH-lokátort:
CQ HA0ABC KN08

#### Kikötés megadása általános hívás kezdeményezésénél
Általános hívás leadásakor lehetőségünk van megadni, hogy milyen típusú allomástól, vagy milyen földrajzi helyről várunk választ.
Ha nagy távolságú, DX összeköttetést szeretnénk létesíteni, akkor az alábbi formátumok használhatók:
- CQ DX HA0ABC
- CQ DX DX CQ DX DX DE HA0ABC HA0ABC HA0ABC +PSE DX K

Megadhatjuk azt is, milyen kontinensről várunk ellenállomást:
- CQ AS HA0ABC
- CQ AS CQ AS CQ AS DE HA0ABC HA0ABC HA0ABC +PSE AS K

A kontinenseket a következő módon adhatjuk meg:
| Kód | Kontinens neve |
| --- | -------------- |
| EU  | Európa         |
| AS  | Ázsia          |
| AF  | Afrika         |
| NA  | Észak-Amerika  |
| SA  | Dél-Amerika    |
| VK  | Ausztrália     |
| OC  | Óceánia        |

Kötött formátumú, MGM módoknál az alábbi módok is használatosak:
- CQ DX HA0ABC KN08
- CQ AS HA0ABC KN08

### Általános hívás kezdeményezése távbeszélő üzemmód esetén
Távbeszélő üzemmód esetén szóban közöljük az általános hívás tényét, valamint a saját hívójelünket.
Ha magyar (vagy egyéb) nyelven adunk általános hívást, azzal már ki is kötöttük, hogy magyar (vagy egyéb) nyelven beszélő ellenállomással szeretnénk összeköttetést létesíteni.
"Általános hívás, általános hívás, adja a Helén Antal nulla Antal Béla Cecil"
"Általános hívás, általános hívás, adja a Helén Antal nulla Antal Béla Cecil, általános hívás, Helén Antal nulla Antal Béla Cecil minden állomás vételén"
Ha bármilyen nyelvű állomással szeretnénk összeköttetést létesíteni, akkor a nemzetközileg elfogadott norma szerint a CQ-t angolul betűzzük, a hívójelet pedig a nemzetközi betűzés szerint:
"szi kjú szi kjú hotel alfa ziró alfa bravó csárli"
vagy ha DX összeköttetést szeretnénk kezdeményezni:
"szi kjú di ex szi kjú di ex hotel alfa ziró alfa bravó csárli"

## Válasz az általános hívásra[1]
Ha általános hívásra válaszolunk, akkor sorrendben le kell adnunk
1. a hívást kezdeményező fél hívójelét
2. a saját hívójelünket

### Távíró- vagy digitális üzemmód esetén
HA0ABC HA1XXX
vagy
HA0ABC DE HA1XXX + PSE K
Zavartabb csatornánál vagy kisebb teljesítménynél alkalmazhatunk redundanciát:
- HA0ABC HA0ABC HA0ABC HA1XXX HA1XXX HA1XXX
- HA0ABC HA0ABC HA0ABC DE HA1XXX HA1XXX HA1XXX + PSE K

Előfordul, hogy némely alkalmazásoknál meg van kötve, hogy a válaszoló állomás is leadja a QTH-lokátorát:
HA0ABC HA1XXX JN96

### Általános hívásra történő válasz távbeszélő üzemmód esetén
Ha általános hívásra válaszolunk, akkor az általános hívó által beszélt nyelven, sorrendben be kell mondanunk
1. a hívást kezdeményező fél hívójelét
2. a saját hívójelünket

## Az összeköttetés felépülése[1]
Az általános hívást adó állomás kaphat több választ is az általános hívásra. Ha több választ kap, és a válaszoló állomások annyira zavarják egymást, hogy értelmezhetetlen a válasz, akkor újra le lehet adni további általános hívásokat, mindaddig, amíg ki nem szűrhető valamelyik (egy vagy több) válaszoló állomás hívójele.
Távbeszélő üzemmódban az SSB modulációnak különös előnye, hogyha több válaszoló állomás van, akkor több állomás válaszát is lehet hallani egyidejűleg, anélkül, hogy zavaró interferenciát okoznának.
Ha az általános hívást leadó állomás értelmezhető hívójel(ek)et kap, akkor felépült a QSO, és a következő periódust már azzal a hívójellel kezdi, amelyikkel folytatni szeretné az összeköttetést.
Versenyeken, vagy pontszámot adó állomások esetén előfordulhat, hogy már volt előzőleg összeköttetés, a verseny szempontjából ilyenkor az összeköttetés nem jelent pontot sem a hívónak, sem a hívásra választ adónak. Ilyenkor a válaszra egy visszautasító jelzés érkezik:
HA1XXX HA0ABC QSO B4

## Az általános hívás egyéb módjai
Szöveges információt sugárzó, digitális üzzemmódú állomások is adnak CQ jelzést, ebben az esetben nem híváskezdeményezés, hanem  az állomás azonosítójelének a leadása a cél:
```
CQ CQ CQ DE DDH47 DDH9 DDH8
FREQUENCIES 147.3 KHZ 11039 KHZ 14467.3 KHZ

```

Ilyen hívásokat időjárásjelző MGM rendszerek szoktak adni, adásuk tartalmazhat információt, riasztást, vagy vészjelzést.
A hajózásban használt NAVTEX rendszerek ZCZC jellel indítják adásukat.
CB rádiósok között elterjedt a "BRÉKÓ" kifejezés is, amely szintén általános híváskezdeményezés.

## Versenyhívás[3]
Versenyhívások esetén célszerű minél rövidebbre fogni az átvitelt, hiszen versenyeken a cél, hogy egységnyi idő alatt minél több állomással létesítsünk kapcsolatot. Versenyeken a következő formátum terjedt el:
HA0ABC TEST
Az ilyen hívásra válaszként egyszerűen csak a hívójelünket kell elküldeni:
HA1XXX
Az összeköttetés következő periódusa már a versenykiírás szerinti adattartalommal történik.